# إذاعة صوت الغد (فلسطين)
إذاعة صوت الغد إذاعة فلسطينية مُستقلة تسعى لتقديم مُحتوى إعلامي راقي يُعبّر عن طموحات واهتمامات الشعب الفلسطيني، بهدف النهوض به وتعزيز المُشاركة المجتمعية في بناء قواعد دولة تعددية وديمقراطية.

## الإنطلاقة
إنطلقت في الخامس والعشرين من سبتمبر عام 2004. وتبث على الموجة FM 105 في فلسطين، تعمل الإذاعة ضمن منظومة إعلامية مُتكاملة، تجمع ذوي الخبرة والمهارة في مجال إدارة وصناعة الإعلام العصري الذي يُراعي مُمارسة إعلامية مهنية تعتمد على تصفية أفضل النظريات العلمية في فن صناعة الإعلام، وتقديم المعلومة الراقية والهادفة والمفيدة، البعيدة عن الابتذال والنمطية.

## الرسالة والرؤية
- تعزيز مُشاركة الفرد في صُنع القرار لإرساء مبادئ الحرّية والتعددية والسلم الأهلي، وتوفير أقصى الخدمات الإذاعية والبرامج لفتح آفاق جديدة للجمهور للنظر إلى مُحيطهم من عدة زوايا وتقبّل وجهات النظر المختلفة.
- تقديم قالب إذاعي عصري يعتمد على جودة المحتوى كأساس مهم لإستقطاب الجمهور الفلسطيني والعربي.
- مشاركة الشعب الفلسطيني هُمومهم ومُعاناتهم وتجاربهم، وزيادة الوعي العام من خلال تنويع البرامج الإذاعية في شتّى المواضيع والمجالات الاجتماعية، الدينية، الثقافية، الصحية، الزراعية، السياسية، الرياضية، والفنية.
- نقل هموم الناس وآمالهم، وتعزيز مفاهيم ومبادئ وقيم حقوق الإنسان. ونقل الحقائق كما هي دون تشويه أو تزوير. واحترام حرّية الرأي والتعبير كأساس لإيجاد مُجتمع واعي، فاعل، مُنتج، ومُثقف.

## موجاتها
- 105.0 MHz (فلسطين)
- لجميع دول العالم عبر موقع الإذاعة sawtelghad.net

## وصلات خارجية
- البث المباشر لإذاعة صوت الغد (فلسطين)
- عن إذاعة صوت الغد